# 新疆生产建设兵团第三师五十团
新疆生产建设兵团第三师五十团，是中华人民共和国新疆生产建设兵团第三师下辖的一个团，与新疆维吾尔自治区图木舒克市夏河镇实行“团镇合一”的管理体制。

## 行政区划
新疆生产建设兵团第三师五十团下辖以下单位：
团部、一连、二连、三连、四连、六连、七连、八连、九连、十二连、十三连、十六连、十七连、二十连、农一队、农二队、农三队和农四队。